# Catch The Wave (アルバム)
『Catch The Wave』（キャッチ・ザ・ウェーヴ）は、Def Techが2006年4月26日にリリースした3枚目のアルバムである。

## 概要
前作『Lokahi Lani』より約10か月後に発売されたアルバムとなる。
「Power in da Musiq」や「Broken Hearts」などの作品がはじめて収録されている。
本作から自身のレーベルJAWAIを発足し、型番もJAWAI1となっている。

## 記録
オリコンチャートでは、前作『Lokahi Lani』で記録した自身のインディーズの初動売上新記録の売上を更新し、初登場1位を獲得。その翌週も首位を記録し、2週連続で1位を獲得した。また、自身通算2作目となるミリオンセラーとなった。

## 収録曲

### Side A
1. Power in da Musiq ~Understanding
JFL Power Of Music 2005年キャンペーンソング。J-WAVE内のブログで、「UNDERSTANDING」をテーマに書き込みを募集。メッセージの一部が歌詞に使用されている。歌詞に世界平和の気持ちが込められている。
2. Lift Up feat. Lafa Taylor
GICODEのラファ・テイラーが参加している。ソニー・エリクソン・モバイルコミュニケーションズ「W42S」CMソング。
3. Irie Got〜ありがとうの詩〜
フジテレビのめざましテレビ“ありがとうキャンペーン”ソング。番組内で全国から寄せられたはがきを元にDef Tech自身が全国横行し、それに見合った歌詞を見つけていくという企画であった。最終的には自身も「2nd My Wayだ!」と自信を持って言っていた。リリース後には番組内で屋久島で披露している。
4. Canción de la expansión
Apple・iTunesで期間限定で配信された曲。元々チャリティー的要素が強く、CD化の予定は無かった。
5. Catch The Wave
ワーナー・ブラザース映画配給映画『Catch a Wave』主題歌。タイトル曲でもある。元々このアルバムは映画Catch a Waveのサウンドトラックを想定して製作されていたために夏を意識した楽曲が比較的多く収録されている。
6. Heroes
Def Techの曲で唯一、歌詞に日本語が入っていない曲。
7. Yamiagari
歌詞中にポカリスウェットと思われるものが出てくるがその部分に電子音が入っている上、歌詞カードでは電子音が入っている部分は伏せ字にされている（♪♪♪スウェットと表記されている）
8. JawaiianTime
インストゥメンタル
9. Off The Edge feat. WISE
mental digital moviesのスノーボードDVD「The Gravure」鈴村暁生パートで用いられた曲のアレンジ。ちなみに同曲のオリジナルは左記DVDでしか聴けない。
10. Broken Hearts
TBS系テレビドラマ『ブラザー☆ビート』主題歌。ドラマOA時には曲の一部分を完全無料で試聴可能にするという試みも見られた。
11. Get Real
ソニー・エリクソン・モバイルコミュニケーションズ「W41S」CMソング。基本的にDef Techはシングルを発売しないようなリリースをしているためにこの曲もここで初CD化となる。
12. いのり feat. SAKURA
後にDVDシングルとして発売された。
13. No Complaints
14. Who's The Coolest?

### Side B (INST.)
1. Irie Got〜ありがとうの詩〜
2. Catch The Wave
3. Heroes
4. Power in da Musiq〜Understanding
5. Who's The Coolest?
6. このまま
7. Deep Blue
8. いのり
9. Micro's Guidance 2-Mutant

## 演奏
Side A
- Micro
  - Brass Arrangement (#1)
  - Strings Arrangement (#5.6)
- 山本拓夫：Saxophone, Brass Arrangement (#1)
- 森真美、佐々木久美、田中雪子：Chorus (#1)
- SPECIAL OTHERS：Clap (#1)
- エリック・ミヤシロ：Trumpet (#1)
- 広原正典：Trombone (#1)
- 金子ノブアキ (RIZE)
  - Shaker (#2)
  - Hi-Hat (#7)
  - Drums (#9)
- 奥田健治：Guitar (#3.13)
- Nagacho：Guitar (#3.10.11.13)
- YANAGIMAN：Arrangement (#3.12.13)
- TOKIE (RIZE)：Electric Bass (#5.10)
- 19 (好色人種)：Piano (#5.10)
- Sin：Strings Arrangement (#5)
- Studio Apartment：Arrangement, Strings Arrangement (#6)
- 森田昌典：Programming (#6)
- 阿部登：Keyboards (#6)
- 堀越雄輔：Guitar (#6)
- 吉羽一星：Percussions (#6)
- 加藤雄一郎：Sax (#6)
- 村山達哉：Strings Arrangement (#6)
- Meg, MAYUKA, さかいゆう：Chorus (#6)
- 石川剛 (T$UYO$HI (Pay money To my Pain))：Bass (#9)
- Ratt Pakk：Beats (#11)
- Lafa Taylor：Beat Box (#11)
- Taiki：Piano (#12)
- 草間敬：Addtional Programming

Side B
- 三宅亮：Guitar (#6)
- 金子ノブアキ
  - Percussions (#6.7)
  - Drums (#7)
- TOKIE：Electric Bass, Upright Bass (#7)